# Acartia danae
Acartia danae is een eenoogkreeftjessoort uit de familie van de Acartiidae. De wetenschappelijke naam van de soort is voor het eerst geldig gepubliceerd in 1889 door Giesbrecht.